# واپیتی منچوری
واپیتی منچوری (نام علمی: Cervus canadensis xanthopygus) نام یک زیرگونه از گونه واپیتی است.